# Struerkredsen
Struerkredsen er en opstillingskreds i Vestjyllands Storkreds.
Kredsen er oprettet i 2007. Den består af Ny Struer Kommune og Ny Lemvig Kommune.
Kredsen er dannet af de tidligere kommuner Thyholm og Struer (fra Holstebrokredsen) samt Thyborøn-Harboøre og Lemvig (fra Ringkøbingkredsen).
Afstemningssteder i kredsen:
1. Tidligere Lemvig Kommune:
  1. Bøvling
  2. Flynder
  3. Klinkby
  4. Lemvig
  5. Nørre Nissum
  6. Ramme
2. Tidligere Thyborøn-Harboøre Kommune
  1. Harboøre
  2. Thyborøn
3. Tidligere Struer Kommune:
  1. Bremdal
  2. Gimsing
  3. Hjerm
  4. Humlum
  5. Langhøj
  6. Resen
  7. Struer
  8. Vejrum
  9. Venø
4. Tidligere Thyholm Kommune:
  1. Hvidbjerg
  2. Jegindø
  3. Lyngs
  4. Uglev

Før 1970 var kredsen delt mellem Vinderupkredsen (med Struer by) og Lemvigkredsen begge i Ringkøbing Amtskreds samt Hurupkredsen i Thisted Amtskreds.

## Folketingskandidater pr. 25/11-2018

### Valgkredsens kandidater for de pr. november 2018 opstillingsberettigede partier
| Liste | Parti                       | Kandidat                | Bemærk |
| ----- | --------------------------- | ----------------------- | ------ |
| A     | Socialdemokratiet           | Palle Lykke Ravn        |        |
| B     | Radikale Venstre            | Johannes Lebech         |        |
| C     | Det Konservative Folkeparti | Orla Østerby            |        |
| D     | Nye Borgerlige              | Tina Hedegaard Petersen |        |
| F     | Socialistisk Folkeparti     |                         |        |
| I     | Liberal Alliance            |                         |        |
| O     | Dansk Folkeparti            | Alex Rosenbæk           |        |
| V     | Venstre                     | Thomas Danielsen        |        |
| Ø     | Enhedslisten                | Ditte Kroman            |        |
| Å     | Alternativet                |                         |        |